# Julian Großlercher
Julian Großlercher (* 5. März 1993 in Lienz) ist ein ehemaliger österreichischer Eishockeyspieler, der von 2014 bis 2021 bei den Vienna Capitals in der Österreichischen Eishockey-Liga unter Vertrag gestanden ist.

## Karriere
Julian Großlercher begann seine Karriere in der Jugendabteilung des EK Zell am See. Er spielte vier Jahre lang in der U20 des Vereins, bevor in der Saison 2011/12 14 Mal für die erste Mannschaft auflief.

Nach einem Jahr in der Jugendakademie des EC Red Bull Salzburg kehrte Großlercher zurück zum EK Zell am See und wurde dort zum verlässlichen Scorer.
Ein Jahr später wechselte er zu den Vienna Capitals, spielte allerdings immer abwechselnd in der U20 und der Kampfmannschaft. Von der Saison 2015/16 bis zur Saison 2021/22 gehörte er zum fixen Bestandteil der Bundesliga-Mannschaft. 2021 beendete er seine aktive Karriere aufgrund beruflicher Neuorientierung.

### International
Großlercher, der im Juniorenbereich nie international spielte, debütierte am 5. November 2015 beim 2:1-Sieg nach Verlängerung gegen Südkorea im Freundschaftsspiel im polnischen Katowice in der österreichischen Nationalmannschaft.

## Erfolge und Auszeichnungen
- 2017 Österreichischer Meister mit den Vienna Capitals

## Karrierestatistik
(Legende zur Spielerstatistik: Sp oder GP = absolvierte Spiele; T oder G = erzielte Tore; V oder A = erzielte Assists; Pkt oder Pts = erzielte Scorerpunkte; SM oder PIM = erhaltene Strafminuten; +/− = Plus/Minus-Bilanz; PP = erzielte Überzahltore; SH = erzielte Unterzahltore; GW = erzielte Siegtore; 1 Play-downs/Relegation; Kursiv: Statistik nicht vollständig)